# Ермачиха (приток Енисея)
Ермачиха — река в Туруханском районе Красноярского края. Протекает по восточной окраине Западно-Сибирской равнины. Длина реки составляет 91 км, площадь водосборного бассейна — 860 км².
Начинается к северо-западу от озера Арба. Течёт сначала в общем северном направлении по заболоченной местности, поросшей берёзово-лиственничным лесом. В низовьях поворачивает на запад, затем снова на север и протекает по пойме Енисея. В среднем течении имеет глубину 1,5 метра при ширине, равной 18 метрам, в нижнем — 4 и 197 метров соответственно. Является левобережным притоком Енисея, впадает в него на 809 км от устья на высоте 2 метра над уровнем моря у бывшего посёлка Ермаково.

## Притоки
Объекты перечислены по порядку от устья к истоку.
- Четвертый Лог[5] (лв)
- 5 км: Барабаниха[3] (лв)
- Безымянный[6] (пр)
- Хандыбуйский[3] (пр)

## Данные водного реестра
По данным государственного водного реестра России относится к Енисейскому бассейновому округу.
Код водного объекта в государственном водном реестре — 17010800212116100103009.